# Lemme d'Artin-Tate
En algèbre, le lemme d'Artin-Tate énonce :

Soit A un anneau commutatif noethérien et {\displaystyle B\subset C} des A-algèbres commutatives. Si C est de type fini sur A et si C est fini sur B, alors B est de type fini sur A.

(Ici, « de type fini » signifie « algèbre de type fini » et « fini » signifie « module de type fini ».)
Ce lemme a été introduit par Emil Artin et John Tate en 1951 pour donner une preuve du théorème des zéros de Hilbert.
Le lemme est similaire au théorème d'Eakin-Nagata, qui dit que : si C est fini sur B et C est un anneau noethérien, alors B est un anneau noethérien.

## Preuve
La preuve suivante peut être trouvée dans Atiyah-MacDonald. Soient {\displaystyle x_{1},\ldots ,x_{m}} engendrant {\displaystyle C} en tant que {\displaystyle A}-algèbre et soient {\displaystyle y_{1},\ldots ,y_{n}} engendrant {\displaystyle C} comme {\displaystyle B}-module. On peut alors écrire
{\displaystyle x_{i}=\sum _{j}b_{ij}y_{j}\quad {\text{et}}\quad y_{i}y_{j}=\sum _{k}b_{ijk}y_{k}}
avec {\displaystyle b_{ij},b_{ijk}\in B}. Alors {\displaystyle C} est fini (engendré par {\displaystyle y_{1},\ldots ,y_{n}}) sur la {\displaystyle A}-algèbre {\displaystyle B_{0}} engendrée par les {\displaystyle b_{ij},b_{ijk}}. En utilisant le fait que {\displaystyle A} et donc {\displaystyle B_{0}} sont noethériens, le sous-module {\displaystyle B\subset C} est lui aussi fini sur {\displaystyle B_{0}}. Puisque {\displaystyle B_{0}} est de type fini en tant que {\displaystyle A}-algèbre, {\displaystyle B} est aussi une {\displaystyle A}-algèbre de type fini.

## Nécessité de la noethérianité
Sans l'hypothèse que A est noethérien, l'énoncé du lemme d'Artin-Tate n'est plus vrai. En effet, pour tout anneau A non noethérien, on peut définir une structure  de A-algèbre sur {\displaystyle C:=A\oplus A} en posant {\displaystyle (a,x)(b,y)=(ab,bx+ay)}. Alors pour tout idéal {\displaystyle I\subset A} qui n'est pas de type fini, {\displaystyle B:=A\oplus I\subset C} n'est pas de type fini sur A, bien que toutes les autres hypothèses du lemme soient satisfaites.